# Famiglia Machado
I Machado sono una famiglia brasiliana di artisti marziali misti e lottatori di Jiu jitsu brasiliano.
Sono famosi per essere i fondatori del RCJ Machado Brazilian Jiu-Jitsu e per i loro successi nei Giochi panamericani, nei campionati nazionali di Jiu-Jitsu di Rio de Janeiro e in altre competizioni di BJJ nonché nella ADCC Submission Wrestling World Championship.
Sono legati da un vincolo matrimoniale alla famiglia Gracie, i fondatori del Jiu Jitsu brasiliano: la sorella della madre di Rigan Machado sposò infatti Carlos Gracie, secondo quanto riferito da Rigan stesso in un'intervista al giornale BJJ. La famiglia ha aperto scuole di Jiu jitsu brasiliano anche negli Stati Uniti e, assieme appunto ai Gracie, costituisce la più prestigiosa dinastia di praticanti e insegnanti di questa arte.

## Membri
La famiglia Machado è attualmente composta da cinque fratelli, ciascuno di grado superiore alla cintura nera. In ordine decrescente di età essi sono:
- Carlos: ottavo dan.
- Roger: sesto dan, è un grande appassionato di Yoga e viene considerato il "guru zen" della famiglia.
- Rigan: ottavo dan, dai quattordici ai ventuno anni di età ha vinto ogni competizione di BJJ alla quale ha partecipato.
- Jean Jacques: settimo dan, ha vinto i campionati nazionali cruserweight dal 1982 al 1992 nonché vari titoli nella ADCC.
- John: sesto dan, ha vinto i campionati panamericani di sambo nel 1993 e 1994.